# Heřmanov (district de Děčín)
Pour les articles homonymes, voir Heřmanov.
Heřmanov (en allemand : Hermersdorf) est une commune du district de Děčín, dans la région d'Ústí nad Labem, en Tchéquie. Sa population s'élevait à 475 habitants en 2021.

## Géographie
Heřmanov se trouve à 8 km au sud-est de Děčín, à 19 km au nord-est d'Ústí nad Labem et à 74 km au nord de Prague.
La commune est limitée par Malá Veleň et Benešov nad Ploučnicí au nord, par Františkov nad Ploučnicí et Valkeřice à l'est, par Verneřice au sud, et par Těchlovice et Děčín à l'ouest .

## Histoire
La première mention du village remonte à 1409.

## Patrimoine

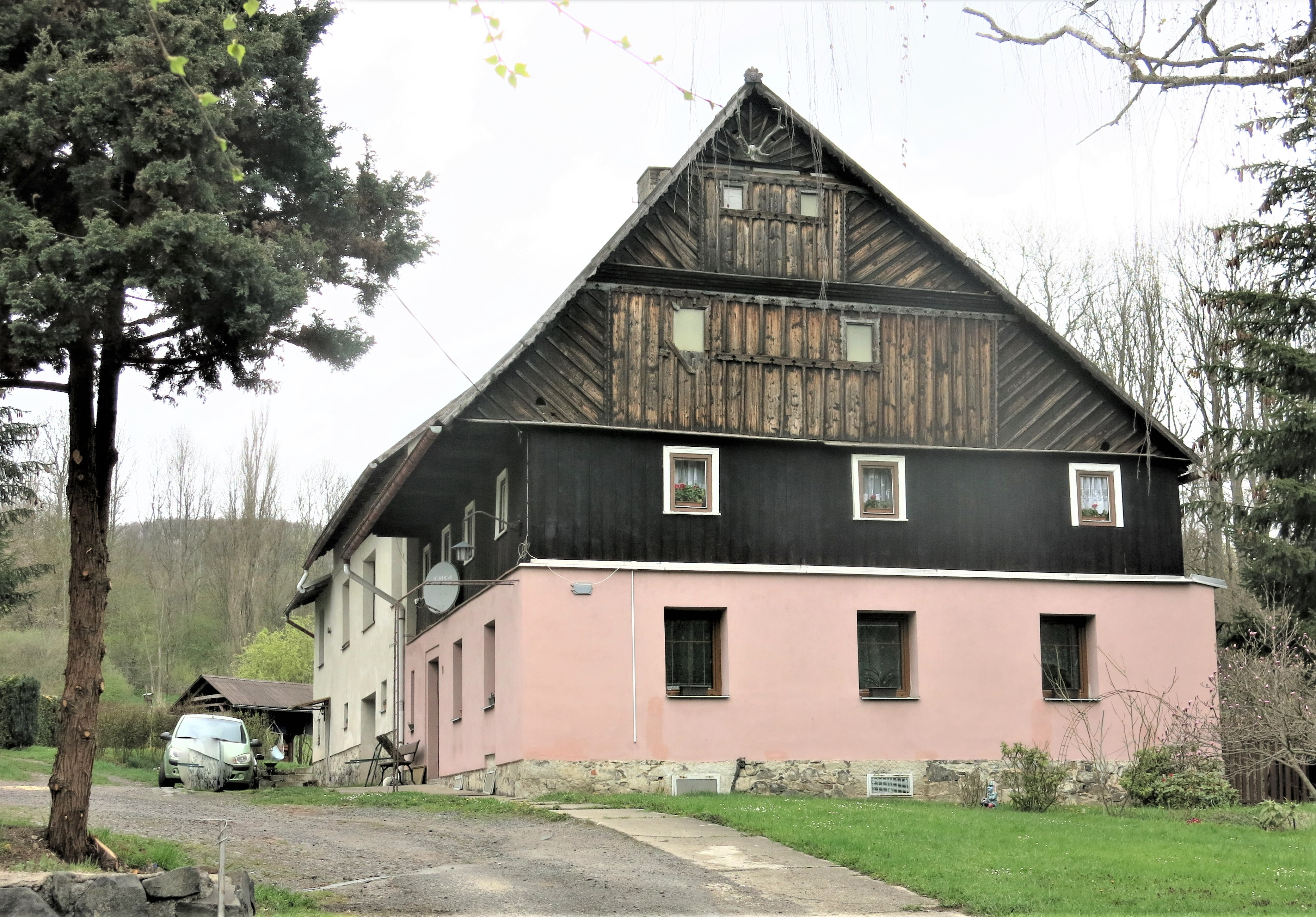
Maison à Fojtovice.
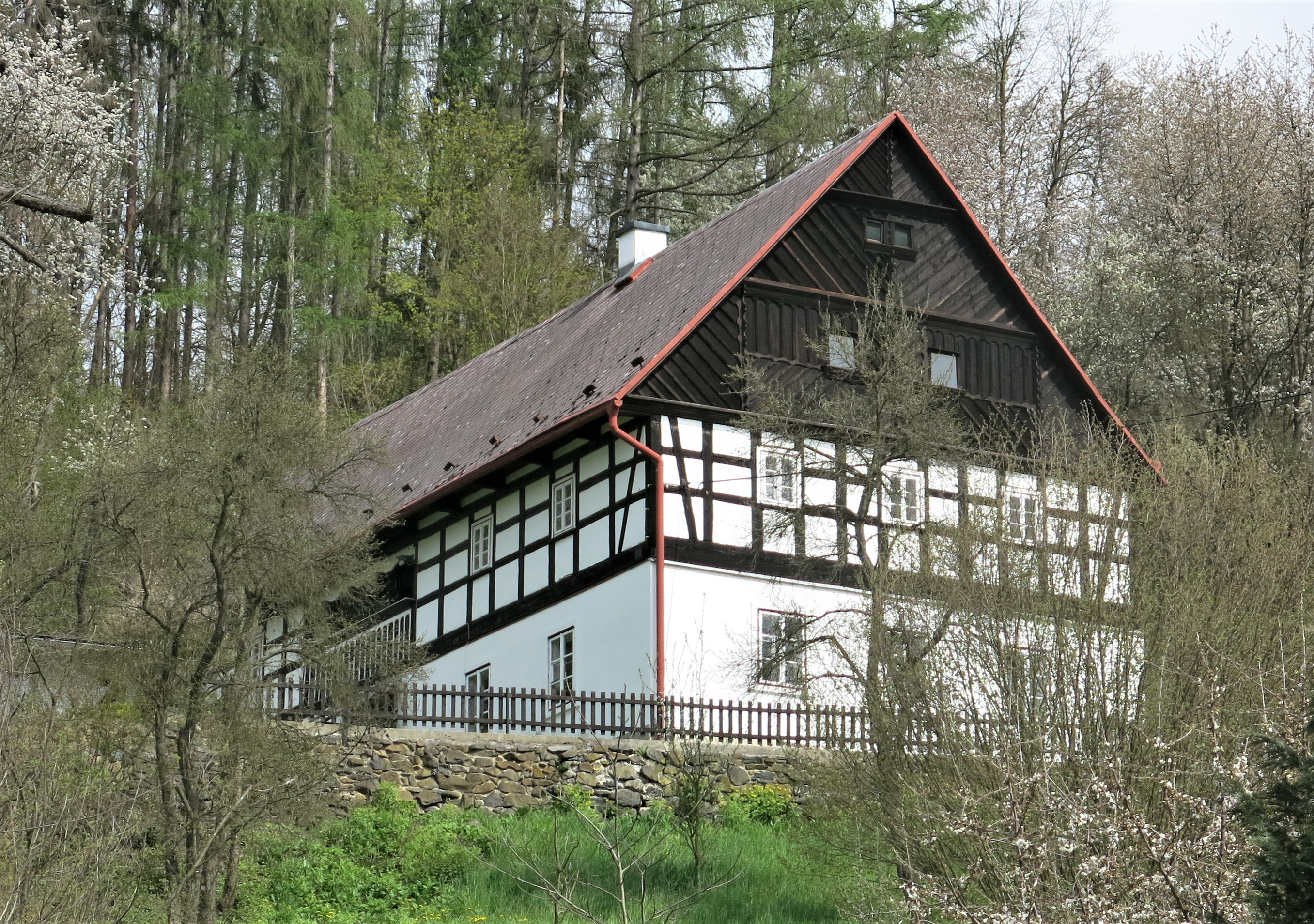
Maison à Heřmanov.

## Transports
Par la route, Heřmanov se trouve à 12 km de Děčín, à 26 km d'Ústí nad Labem et à 99 km de Prague.